# Rock latynoski
Latynoski rock – styl muzyki rockowej, zwykle wywodzący się z gatunków jazz-rock, hard rock i soft rock; zawierający cechy muzyki latynoskiej, głównie meksykańskiej, a rzadziej południowoamerykańskiej. Charakteryzuje się taneczną rytmiką, dużą energią i swobodą ekspresji. Charakterystycznym dla tego stylu jest bardzo rozbudowane instrumentarium perkusyjne. W grupach uprawiających tych styl często gra kilku perkusistów mających na swym wyposażeniu całą mnogość bębnów i innych instrumentów perkusyjnych. Najwybitniejszym przedstawicielem tego stylu są Carlos Santana, War i Los Lobos. Do innych, mniej znanych przedstawicieli należą: Cannibal & the Headhunters, El Chicano, Harlem River, Drive Malo, Mandrill Ocho, Thee Midniters Tierra. Z elementów tej muzyki korzysta też w dużym stopniu zespół The Mars Volta. 